# Österbymo
Österbymo is de hoofdplaats van de gemeente Ydre in het landschap Östergötland en de provincie Östergötlands län in Zweden. De plaats heeft 873 inwoners (2005) en een oppervlakte van 127 hectare.

## Verkeer en vervoer
Bij de plaats lopen de Länsväg 131 en Länsväg 134.